# Шаргородське гетто
Шаргородське гето — єврейське гето, яке існувало у м. Шаргород, Вінницької області під час ІІ Світової війни. Було третім за чисельністю гето Трансністрії після гето в Могильові-Подільському та Бершаді.

## Історія
22 липня 1941 року місто Шаргород було захоплене німецькими військами. Більша частина єврейського населення, крім мобілізованих, залишалася в місті. Загальна кількість євреїв на момент окупації складала близько 1800 осіб. Місто знаходилось у т. зв. Трансністрії, яка підкорялась румунам, тому через деякий час німецькі та італійські війська залишили Шаргород. Румунська військова адміністрація не проводила масових страт, але зобов'язала всіх євреїв міста носити жовту нашивку на одязі і оселитися в неогороженому гето на вулицях Леніна та Маркса. Під проживання було виділено 337 приватні будинки з 842 кімнатами. Кожен будинок мав бути помічений металевим щитом із зображенням шестикінцевої зірки. Українцям, які проживали до окупації в цьому районі було наказано переселитися до бараків за рікою. Крім місцевих жителів до гето переселили 700 євреїв з Бесарабії та кілька тисяч — з Румунії. Станом на грудень 1941 року загальна кількість мешканців склала 7 000 чол.
Румуни не вчиняли масових страт, але займалися здирництвом, влаштовували облави. Важкі умови життя, скупченість, сильні морози, відсутність каналізації та водогону спричинили в гето зимою 1941-42 років епідемію тифу. З 27 лікарів гето, 23 захворіли тифом, 12 померли. Померлих було так багато, що трупи ховали в загальній могилі. У період з 1942 по 1944 роки мешканців гето використовували на примусових роботах — будівництві доріг.

### Рада єврейської громади
Кількість жертв могла би бути набагато більшою, якби не самоорганізація єврейської общини. У гето було створено раду об'єднаної єврейської громади, яку очолили голова громади Сучави Меїр Тайх, а також представник Шаргородської громади Соломон Шмулевич. Рада у кількості 25 чоловік взяла на себе піклування про сновні потреби громади — харчування, лікування, забезпечення предметами гігієни, порятунок. Використовуя зв'язки в окупаційній адміністрації, часто з допомогою хабарів, члени Ради рятували євреїв від депортації в табори та примусових робіт.
Вже восени 1941 року в гето відкрили пекарню, їдальню для бідних, та продуктовий магазин. Була організована єврейська міліція, до якої увійшли румунські євреї на чолі з офіцером, юристом за освітою та двоє місцевих мешканців. Під час епідемії тифу Рада організувала необхідні заходи для її припинення — було відкрито аптеку, налагоджено виробництво мила, введена в дію електростанція, запрацювала лазня, очищені колодязі з питною водою. К квітню 1942 року епідемія згасла.
У гето діяв свій суд, громадська скарбниця, працювали ремісничі артілі, була організована заготівля продуктів харчування, ліків, одягу, дрів. Поступово мешканці гето налагодили торгівлю продуктами, які доставляли туди місцеві селяни-українці. Почалися богослужіння та збори в Головній синагозі, яку закрила комуністична влада, відбулось декілька весіль, народжувались діти. Рада підтримувала зв'язки з партизанами, займалася розвідкою. Крім того для 186 єврейських сиріт за містом був створений дитячий будинок, частина грошей надходила через Румунію від «Джойнта». Директором дитбудинку була професор Роза Лоеви.
Після знищення в'язнів гето у Жмеринці та Вінниці з'явилася інформація, що готується масове вбивство євреїв у Шаргороді. Але ситуація на фронті склалася таким чином, що 20 березня 1944 року румунські війська спішно залишили місто, не втіливши свої задуми і гето припинило існування. Дітей, які знаходилися в дитбудинку, вдалося вивезти до Румунії, а звідти — в Ізраїль.
Як зазначив дослідник м. Шаргород, Ч.Хофман, в історії Другої світової дуже рідко бували випадки, коли єврейське населення майже повністю вціліло під час окупації.